# 瓦伦蒂娜·桑帕约
瓦伦蒂娜·桑帕约（Valentina Sampaio，1996年12月10日—）是一位巴西模特、演员。她于2019年8月成为维多利亚的秘密的首位公开跨性别模特，並于2020年成为《運動畫刊泳裝特輯》的首位公开跨性别模特。2024年，她和亚历克斯·肯萨尼成为最先登上維多利亞的秘密時尚秀的跨性别女性。